# Консервація гірничодобувного підприємства
Консервація гірничодобувного підприємства (рос. консервация горнодобывающего предприятия,англ. temporary closing-down of mine; temporary closure of mine; layning-up of mine; нім. vorübergehende Stillegung f des Bergbaubetriebes) – тимчасова зупинка гірничих та інших пов’язаних з ними робіт з обов’язковим збереженням можливості їх поновлення або приведення гірничих виробок та споруд до стану, придатного для їх експлуатації та використання для інших потреб господарювання. Основою для К. служать зміни в гірничо-геологічних, гідрогеологічних або техніко-економічних умовах розробки родовищ. 
К. застосовується головним чином для шахт. Розрізняють “суху” і “мокру” К. 
При с у х і й К. шахтні водовідливні засоби продовжують працювати, а гірничі виробки підтримують у стані, придатному для експлуатації з проведенням відповідних засобів безпеки. Всі осн. виробки (стовбури, квершлаґи) періодично оглядаються і в необхідних випадках перекріплюються; огляд і ремонт гірничих виробок проводиться при норм. умовах вентиляції і пересування (транспортування) виробками. При сухій К. шахт, небезпечних за газом, здійснюється провітрювання гірничих виробок за рахунок загальношахтної депресії і контроль за вмістом газу у виробках. 
При м о к р і й К. робота водовідливу припиняється і виробки затопляються. Всі механізми і обладнання видаються на поверхню. При веденні відкритих гірничих робіт консервуються тільки окремі дільниці діючих кар'єрів. Заходи по К. направлені на збереження і підтримку на цих дільницях бортів, робочих уступів, запобіжних і транспортних берм.